# إيهإيجون كييوكومو
إيهإيجون كييوكومو (باليابانية: 清雲 栄純) (11 سبتمبر 1950 في اليابان – )؛ هو لاعب كرة قدم ياباني سابق كان يلعب كمدافع. سبق له أن لعب مع منتخب اليابان.

## وصلات خارجية
- إيهإيجون كييوكومو على موقع قاعدة بيانات كرة القدم.إي يو (الإنجليزية)
- إيهإيجون كييوكومو على موقع ناشيونال فوتبول تيمز (الإنجليزية)
- إيهإيجون كييوكومو على موقع عالم كرة القدم.نت (الإنجليزية)

- National Football Teams
- Japan National Football Team Database